# Vänsö
Vänsö är en ö i Sankt Anna skärgård i Söderköpings kommun, Östergötland.
Vänsö omtalas i dokument 1501 som Venars öö. Betydelsen är oklar men möjligen är Venar ett personnamn. 1740 bodde 17 personer på ön och vid laga skifte som förrättades 1857-1860 på Vänsö fanns då sju gårdar. Som mest bodde i slutet av 1800-talet 90 personer på ön. Under en tid fanns ett "priggkokeri" där fiskolja utvanns ur spigg, och på 1940-talet anlades ett båtbyggeri här. 2012 fanns 4 fastboende på ön.

## Barnkolonier
Stockholms stad har drivit tre barnkolonigårdar på Vänsö: Klastorps kollo (som varit "spökhus" sedan 1950-talet), Vänsö kollo (för tonåringar, verksamhet till år 2000) och Synsholmen. Synsholmens kollo byggdes 1928 och drevs och donerades av Brännkyrka församling. Kolloverksamheten bedrevs kommunalt genom Sommarbarnsbyråns försorg fram till år 2000, då kolloverksamheten lades ut på entreprenad. Kolloledarna på Synsholmen bildade en ideell förening och drev verksamheten vidare i egen regi. Kollot Synsholmen bedrivs fortfarande varje år för barn och ungdomar i grundskolan. 